# 찰스 커티스
찰스 커티스(Charles Curtis, 1860년 1월 25일 ~ 1936년 2월 8일)는 미국의 정치인으로 허버트 후버 대통령 아래 제31대 부통령 (1929년 ~ 1933년)을 지냈다. 그는 아메리카 인디언 계통으로 최초로 직무를 지낸 사람이 되었다.

## 어린 시절
오늘날 캔자스주 토피카에 속하는 당시 캔자스 준주의 칸사족 인디언 영토에서 태어났다. 모친 엘렌 패핀이 칸사족, 오사지족, 포타와토미족과 프랑스 계통이었던 동안 부친 오런 커티스는 잉글랜드 계통이었다. 가정에서 찰스는 모친이 1863년 콜레라로 사망하기 전에 그녀에 의하여 가르쳐진 칸사어와 프랑스어를 썼다. 그는 1861년에 태어난 여동생이 있었다. 그의 부친은 2번이나 재혼하여 1866년 그에게 이복 여동생 테레자 퍼멜리아 "돌리" 커티스를 주었다. 모친의 사후 찰스는 부친이 남북 전쟁에서 싸웠던 동안 자신의 친가와 외가의 양가 조부모와 함께 살았다. 1868년 자신의 외조부모와 살았을 때 커티스는 샤이엔족 인디언들이 침입했을 때 원조를 추구하러 칸사족 보호 구역에서 토피카까지 60 마일을 달렸다.
커티스는 "인디언 찰리"라는 별명을 얻었고 토피카로 돌아오는 요청을 하러 자신의 친조부모 윌리엄과 퍼멜리아 커티스를 촉진하였다. 노스토피카에서 커티스는 1869년부터 1876년까지 자격을 제대로 갖춘 기수로서 불명예를 얻어 "인디언 소년"으로 알려졌다. 그의 조부 윌리엄은 그의 부친에 의하여 논쟁된 노스토피카에서 잡종의 대지에 관한 조모의 몫을 그가 물려받는 도움을 주었다. 칸사족이 모계 제도이면서 오렌은 소송을 잃어 토피카를 떠났다. 자신의 외조모 줄리로부터 충고에 커티스는 1873년 조부 윌리엄이 사망하면서 자신의 친조모 퍼멜리아와 이복 여동생 돌리와 함께 살러 갔다.

## 교육
자신의 조부모들에 의하여 용기를 얻은 커티스는 토피카 고등학교를 졸업하였다. 상속을 가짐에 불구하고 그는 1879년 A. H. 케이스와 법학을 공부한 동안 관리인으로 일하고 해킹을 하였다. 1881년 21세의 나이에 그는 캔자스주 법정으로 수용되었다.

## 경력
커티스는 형법을 실행하러 자신의 로펌을 개업하여 자신의 수입으로 추가하는 데 부동산을 팔았다. 1884년 그는 쇼니군의 검사로 선출되어 1885년부터 1889년까지 주의 주류 금지법을 포함한 많은 법률을 집행하였다. 1893년 3월 4일 커티스는 53차 의회의 공화당 연방 하원으로 선출되었다. 그는 6개의 연속적 기간들을 위하여 지내어 1907년 1월 연방 상원에서 자신의 임명에 사임하였다. 하원으로서 커티스는 1898년 커티스 법령을 포함한 인디언 정세로 헌신되었다. 그는 또한 인디언 종족들의 융합과 교육을 흥행하였고, 인디언들이 개인적 시민권을 받아들이고 대지들이 유럽계 미국인 문화를 채택하는 데 용기를 주었다. 그는 칸사족 네이션에서 다시 명부에 올렸으나 1902년 칸사족 분배법과 함께 법적인 존재를 해산하였지만 오클라호마주에서 일원들의 대지를 분배하였다.
1906년 6월 4일 조지프 R.버튼의 사임에 이어 커티스는 그를 대체하러 상원으로 옮겨 하원으로부터 사임하였다. 다음해 그는 완전한 상원의 기간으로 재선되어 1912년까지 지냈다. 민주당원들의 패배에 이어 공화당원들은 커티스를 공화당 원내 총무로 임명하여 처음에 뉴햄프셔주 연방 상원, 그러고나서 매사추세츠주 연방 상원 아래 지냈다. 그는 투표하는 데 여성의 참정권을 승인한 팀의 일부였다.
1928년 허버트 후버가 대통령직을 위하여 출마하는 데 투표를 이긴 후, 커티스는 농장의 주들로부터 선거들을 이기는 데 러닝메이트로서 뽑혔다. 그는 충성도가 떨어지는 데 동의하였고, 공화당원들은 1929년 기간을 이겼다. 자신들의 불동의 때문에 커티스는 후버의 대통령직 동안 충고를 위하여 상담을 받지 않았다. 둘다 대공황을 멈추는 데 실패한 후, 그들은 두번째 기간을 위하여 후보로 지명되지 않았다. 1933년 커티스는 정계 은퇴를 하였으나 자신의 법률 경력을 위하여 워싱턴 D. C.에 남아있었다.

## 개인 생활
커티스는 자신이 검사로 선출되었던 해인 1884년 11월 27일 애니 엘리자베스 베어드와 결혼하였다. 부부는 1924년 애니 여사의 사망 전에 2명의 딸과 아들 하나를 두었다. 그의 조부모의 사망에 이어 돌리는 자신의 결혼 생활 전에 가족과 함께 살았다. 커티스는 상원에서 자신의 기간 동안 결혼되지 않은 단 하나의 정치인이었으며 돌리를 자신의 공식 여주인으로 활동하도록 하였다. 1936년 2월 8일 커티스는 워싱턴 D. C.에 있는 여동생의 저택에서 심근 경색으로 사망하였다. 그의 시신은 캔자스주로 송환되어 토피카 묘지에서 자신의 부인 곁에 안장되었다.

## 역대 선거 결과
| 선거명      | 직책명                      | 대수 | 정당   | 득표율 | 득표수 (선거인단)    | 결과 | 당락                   |
| ----------- | --------------------------- | ---- | ------ | ------ | -------------------- | ---- | ---------------------- |
| 1892년 선거 | 하원의원 (캔자스 제4선거구) | 53대 | 공화당 | 52.03% | 25,327표             | 1위  | 캔자스주 하원의원 당선 |
| 1894년 선거 | 하원의원 (캔자스 제4선거구) | 54대 | 공화당 | 53.31% | 25,154표             | 1위  | 캔자스주 하원의원 당선 |
| 1896년 선거 | 하원의원 (캔자스 제4선거구) | 55대 | 공화당 | 50.72% | 26,643표             | 1위  | 캔자스주 하원의원 당선 |
| 1898년 선거 | 하원의원 (캔자스 제1선거구) | 56대 | 공화당 | 59.62% | 23,899표             | 1위  | 캔자스주 하원의원 당선 |
| 1900년 선거 | 하원의원 (캔자스 제1선거구) | 57대 | 공화당 | 59.06% | 28,733표             | 1위  | 캔자스주 하원의원 당선 |
| 1902년 선거 | 하원의원 (캔자스 제1선거구) | 58대 | 공화당 | 62.75% | 23,954표             | 1위  | 캔자스주 하원의원 당선 |
| 1904년 선거 | 하원의원 (캔자스 제1선거구) | 59대 | 공화당 | 57.81% | 25,376표             | 1위  | 캔자스주 하원의원 당선 |
| 1906년 선거 | 하원의원 (캔자스 제1선거구) | 60대 | 공화당 | 57.51% | 22,790표             | 1위  | 캔자스주 하원의원 당선 |
| 1907년 선거 | 상원의원 (캔자스 제2부)     | 60대 | 공화당 | 78.71% | 122표                | 1위  | 캔자스주 상원의원 당선 |
| 1914년 선거 | 상원의원 (캔자스 제3부)     | 64대 | 공화당 | 35.53% | 180,823표            | 1위  | 캔자스주 상원의원 당선 |
| 1920년 선거 | 상원의원 (캔자스 제3부)     | 67대 | 공화당 | 64.02% | 327,072표            | 1위  | 캔자스주 상원의원 당선 |
| 1926년 선거 | 상원의원 (캔자스 제3부)     | 70대 | 공화당 | 63.57% | 308,222표            | 1위  | 캔자스주 상원의원 당선 |
| 1928년 선거 | 미국의 부통령               | 31대 | 공화당 | 58.22% | 21,437,277표 (444명) | 1위  | 미국의 부통령 당선     |
| 1932년 선거 | 미국의 부통령               | 32대 | 공화당 | 39.64% | 15,760,684표 (59명)  | 2위  | 낙선                   |